# Supercopa de España 2018
La Supercopa de España 2018 è stata la trentacinquesima edizione della Supercoppa di Spagna.
Si è svolta il 12 agosto 2018, per la prima volta in assoluto in gara secca, tra il Barcellona, vincitore della Primera División 2017-2018, e il Siviglia, finalista della Coppa del Re 2017-2018 vinta sempre dai Blaugrana, a Tangeri (prima Supercoppa giocata all'estero).
Ad aggiudicarsi il trofeo, battendo per 2-1 il Siviglia, è stato il Barcellona, al tredicesimo successo nel torneo (record assoluto della manifestazione).

## Partecipanti
| Squadre    | Qualificazione                                                            | Partecipazioni precedenti (il grassetto indica la vittoria)                                                                             |
| ---------- | ------------------------------------------------------------------------- | --- |
| Barcellona | Vincitore della Primera División 2017-2018 e della Coppa del Re 2017-2018 | 22 (1983, 1985, 1988, 1990, 1991, 1992, 1993, 1994, 1996, 1997, 1998, 1999, 2005, 2006, 2009, 2010, 2011, 2012, 2013, 2015, 2016, 2017) |
| Siviglia   | Finalista della Coppa del Re 2017-2018                                    | 3 (2007, 2010, 2016) |

## Tabellino
| Arbitro: | del Cerro Grande |

|            |           |                       |
| Sarabia 9’ | Marcatori | 42’ Piqué 78’ Dembélé |

| Siviglia | Barcellona |

| P               | 13 | Tomáš Vaclík        |       |     |
| D               | 25 | Gabriel Mercado     |       | 85’ |
| D               | 4  | Simon Kjær          |       |     |
| D               | 3  | Sergi Gómez         |       |     |
| C               | 16 | Jesús Navas         |       |     |
| C               | 10 | Éver Banega         |       |     |
| C               | 7  | Roque Mesa          | 69’   |     |
| C               | 17 | Pablo Sarabia       |       | 71’ |
| C               | 18 | Sergio Escudero (c) |       |     |
| A               | 22 | Franco Vázquez      | 24’   |     |
| A               | 14 | Luis Muriel         |       | 60’ |
| A disposizione: |    |                     |       |     |
| P               | 32 | Juan Soriano        |       |     |
| D               | 6  | Daniel Carriço      |       |     |
| C               | 5  | Ibrahim Amadou      |       |     |
| C               | 11 | Aleix Vidal         | 90+4’ | 71’ |
| A               | 8  | Nolito              |       |     |
| A               | 9  | Wissam Ben Yedder   |       | 85’ |
| A               | 12 | André Silva         |       | 60’ |
| Allenatore:     |    |                     |       |     |
| Pablo Machín    |    |                     |       |     |

| P                | 1  | Marc-André ter Stegen | 90’   |     |
| D                | 2  | Nélson Semedo         |       |     |
| D                | 3  | Gerard Piqué          |       |     |
| D                | 15 | Clément Lenglet       | 90+2’ |     |
| D                | 18 | Jordi Alba            |       |     |
| C                | 5  | Sergio Busquets       | 16’   |     |
| C                | 12 | Rafinha               |       | 46’ |
| C                | 8  | Arthur                |       | 53’ |
| A                | 10 | Lionel Messi (c)      |       |     |
| A                | 9  | Luis Suárez           |       |     |
| A                | 11 | Ousmane Dembélé       |       | 86’ |
| A disposizione:  |    |                       |       |     |
| P                | 13 | Jasper Cillessen      |       |     |
| D                | 23 | Samuel Umtiti         |       |     |
| D                | 27 | Juan Miranda          |       |     |
| C                | 4  | Ivan Rakitić          |       | 46’ |
| C                | 7  | Philippe Coutinho     |       | 53’ |
| C                | 22 | Arturo Vidal          |       | 86’ |
| A                | 19 | Munir El Haddadi      |       |     |
| Allenatore:      |    |                       |       |     |
| Ernesto Valverde |    |                       |       |     |